# Oldtidsgrave i Kettinge Sogn
Oldtidsgrave i Kettinge Sogn er alle opført i Det kulturhistoriske Centralregister. Deri findes 302 beskrivelser af fund fra oldtiden og senere perioder. Heraf er dækker 74 poster over enten ikke identificerede lokaliteter eller grave m.m., der nu er forsvundne. 88 poster vedrører andet end oldtidsgrave, f.eks. enkeltfund eller ting fra nyere tid. Denne del af registret omfatter dog også en lang række bautasten og såkaldte stenrækker eller stensætninger, som muligvis også er gravanlæg fra oldtiden. Det er kun få af anlæggene, der er undersøgt til bunds, så de kan ikke alle entydigt tids- eller artsfæstes. Af stendysser, jættestuer og jordhøje kendes 140, hvoraf de 127 findes i Frejlev Skov og 13 udenfor skoven, fordelt i resten af sognet.
Som i de fleste andre sogne på Nystedegnen, finder man altså flertallet af overlevende oldtidsgrave på steder, hvor de ikke har været umagen værd at fjerne. De fleste af de forsvundne grave lå på marker, der nu bliver dyrket.

## Sognet rundt
SB 156 – St. Vittingshøj

Jættestuen blev udgravet allerede før 1879, derefter igen dette år og atter i 1943 og i 1958. Ved alle disse lejligheder fremkom en del genstande, som ravperler, skeletdele, bronzesværd og redskaber af sten og ben. I 1943 blev højen også restaureret.

- SB 156
- SB 156
- SB 156

- Se beskrivelse og kort (Webside ikke længere tilgængelig)

SB 165 – Barnehøj

 
En langdysse ved vejen mellem Frejlev og Kettinge (Pærealleen). Den omtales i 1879 som "Barnehøi". Fra 1879 findes i Nationalmuseet 3 tegninger.

- SB 165
- SB 165
- SB 165

- Se beskrivelse og kort (Webside ikke længere tilgængelig)

SB 168 – runddysse ved Frejlev

 
(På Kettingevej lige over for de gamle skoler) Her findes kun 4 store sten med en overligger. 

- SB 168
- SB 168
- SB 168

- Se beskrivelse og kort (Webside ikke længere tilgængelig)

SB 180 – St. Guldhøj og SB 181 – Ll. Guldhøj

St. Guldhøj er en fornem og stor jættestue på marken syd for Frejlev Skov. Jættestuen blev delvis udgravet og restaureret i 1941 af Vilhelm Sidenius. Ll. Guldhøj er en noget mindre jættestue på marken syd for Frejlev Skov tæt på St. Guldhøj.

- SB 180 og 181
- SB 180
- SB 181
- SB 180

- Se beskrivelse og kort (St. Guldhøj) (Webside ikke længere tilgængelig)
- Se beskrivelse og kort (Ll. Guldhøj) (Webside ikke længere tilgængelig)

SB 218 – Råhøj

Resterne af en rundhøj ved markvej vest for Eskemosevej. I 1954 berettes: Dyssekammer "Raahøj" af 3 Bæresten, stillet i Trekant, og 1 Dæksten. Paa en af Bærestenene nogle skaalformede Fordybninger. 

- SB 218
- SB 218
- SB 218

- Se beskrivelse og kort (Webside ikke længere tilgængelig)

SB 171 – Langhøj

På marken nord for Skalkekorset ligger en langdysse på ca. 16*8 m. Højen er i dag kun synlig på afstand som en tilgroet plet på marken. Fra beskrivelsen fra 1954: ”Inden i denne en Rundkreds af mindre Sten, hvori en stor Sten (Dæksten?).”
- SB 171

- Se beskrivelse og kort (Webside ikke længere tilgængelig)

SB 201 – Jættestue

Syd for Kolkevej/nord for Kettinge Sø, fotograferet 1982.
- Se beskrivelse og kort (Webside ikke længere tilgængelig)

## Engen ved Frejlev Å
Tæt på den lille Frejlev Å lige vest for skoven på et engstykke ligger 3-4 høje af forskellig karakter. 

SB 160 – SB 164

SB 160 beskrives som Høj, 3 x 23 m, noget afgravet i østside, randsten synlige. Tæt bevokset med krat i ager. Ved vestlige højfod en smuk gammel eg. (1954) 

SB 161 var i 1879 Lille højning i tærrænet og er muligvis væk.

SB 162 var i 1879 Jordhøi, 60 fod i tværmaal. Omgiven med store Randstene. Urørt og velbevaret. Den fandtes stadig i 1954.

SB 163 var i 1879 Synlig og antagelig ubeskadiget og i 1954 Diam.: 20 m, max. højde/bevaret lagtykkelse: 4 m

SB 164 var i 1879 en Lav Jordhøi, helt omgiven af Randstene, 5 Fod høi, og i 1954 en høj, 2 x 19 m (N-S), 15 m (Ø-V), noget afpløjet i øst, kratbevokset i ager. Ved SØ-lige højfod er anbragt en meget stor sten.

Mindst 2, og sandsynligvis 4 af højene ligger der endnu. De er alle tæt bevoksede og ligger imellem en frugtplantage og åen.
- SB 160
- SB 161

- Se beskrivelse og kort SB 160 (Webside ikke længere tilgængelig)
- Se beskrivelse og kort SB 161 (Webside ikke længere tilgængelig)
- Se beskrivelse og kort SB 162 (Webside ikke længere tilgængelig)
- Se beskrivelse og kort SB 163 (Webside ikke længere tilgængelig)
- Se beskrivelse og kort SB 164 (Webside ikke længere tilgængelig)

## Frejlev Skov
har en bemærkelsesværdig historie. Fra i hvert fald omkring 1500 har skoven været de lokale bønders ejendom, selv om bønderne var fæstere under Ålholm og altså ikke ejede landbrugsjorden. Frem til ca. 1820 var ejendomsretten kollektiv, men i forbindelse med udskiftningen af jorderne og overgangen til selveje, blev også skoven udparcelleret. Den er stadig ejet af mange forskellige lodsejere, og det er måske grunden til, at skovdriften ikke har været så hård ved skovens mange fortidsminder, sådan at den i dag har en stor koncentration af oldtidsminder, måske den største i landet.
På et område på 2,6 km² findes ifølge Kulturarvstyrelsen 190 gravhøje, bautasten, stenkredse, andre gravmæler og en række andre fund fra bondestenalder og bronzealder. En del af levnene er fredet, men der er så mange, at man i dag stadig kan opdage nye ting i skoven. Derfor blev store dele af skoven samt en del af omgivelserne i 2005 udnævnt til Kulturarvsareal Arkiveret 6. december 2008 hos  Wayback Machine. Man forventer, at der optræder ukendte anlæg, der står i forbindelse med gravhøjenes begravelsesritualer samt bopladser, og man vil forhindre at området ødelægges af de store skovbrugsmaskiner, der i dag anvendes ved skovdriften.
- Hovedartiklen om skovens oldtidsgrave
- Læs nærmere om skoven
- På denne adresse kan man se kulturarvsarealets afgrænsning (Webside ikke længere tilgængelig).